# Werderturm

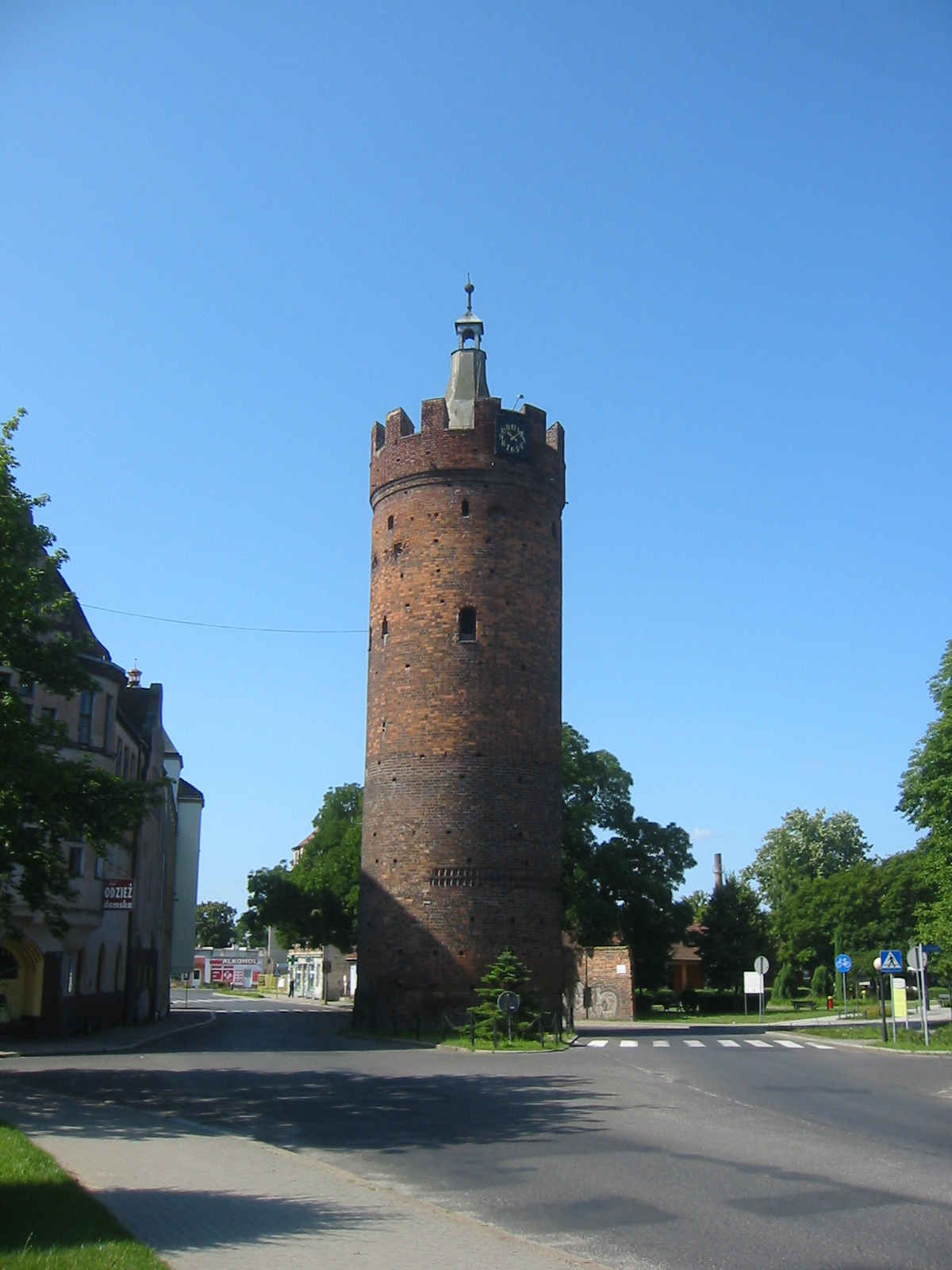
Werderturm in Gubin

Der Werderturm (polnisch: Wieża Bramy Ostrowskiej) ist ein Teil der ehemaligen Stadtmauer von Gubin, einer Stadt im polnischen Teil der Niederlausitz. Er wird teilweise auch als „Ostrower Turm“ oder „Dicker Turm“ bezeichnet.
Der Turm wurde um 1530 gebaut. Er war Bestandteil des heute nicht mehr vorhandenen Werder Tores, mit dessen Bau 1523 begonnen wurde, und damit der Stadtmauer. Im Zuge der Stadterweiterung verlor die Befestigung jedoch im Laufe der Zeit ihre Funktion. Die Mauern wurden abgerissen und das Baumaterial für den Bau von Häusern und Brücken genutzt. Der Turm blieb erhalten; 1659 wurde eine Uhr angebracht. Das hölzerne Zifferblatt ist noch erhalten und befindet sich heute in der Gubiner Museumskammer.

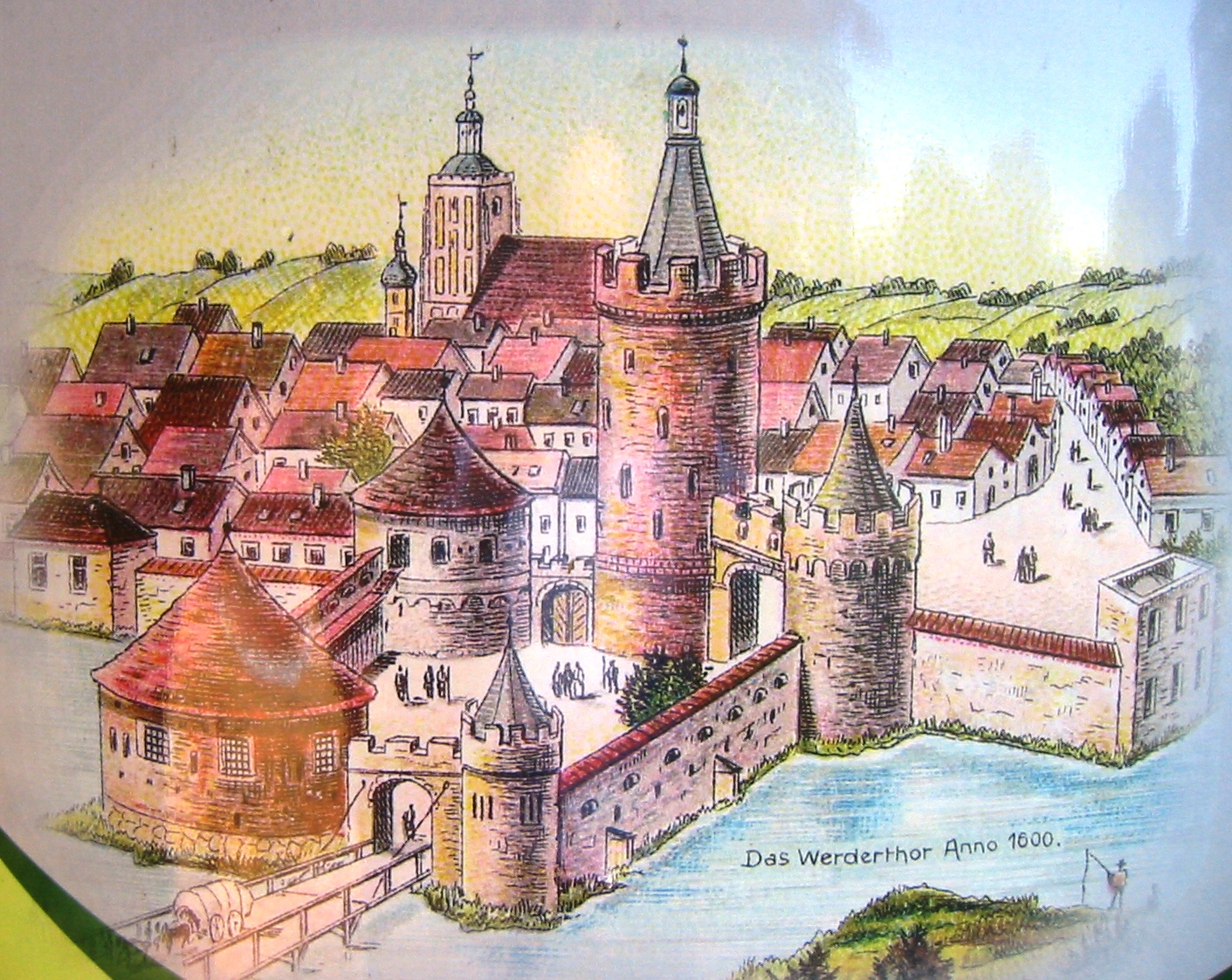
Werderturm um 1600

Der Turm ist sieben Stockwerke hoch und erreicht eine Gesamthöhe von 28,5 Metern. Der Fries befindet sich auf einer Höhe von 23 Metern. Der Umfang des Turms beträgt 24,8 Meter, sein Innendurchmesser rund 3,7 Meter.
Er kann nach Vorankündigung beim Verein der Gubiner Heimatfreunde besichtigt werden. Der Verein setzt sich zurzeit dafür ein, auch an der Südseite eine Uhr anzubringen.